# Yuelu-academie

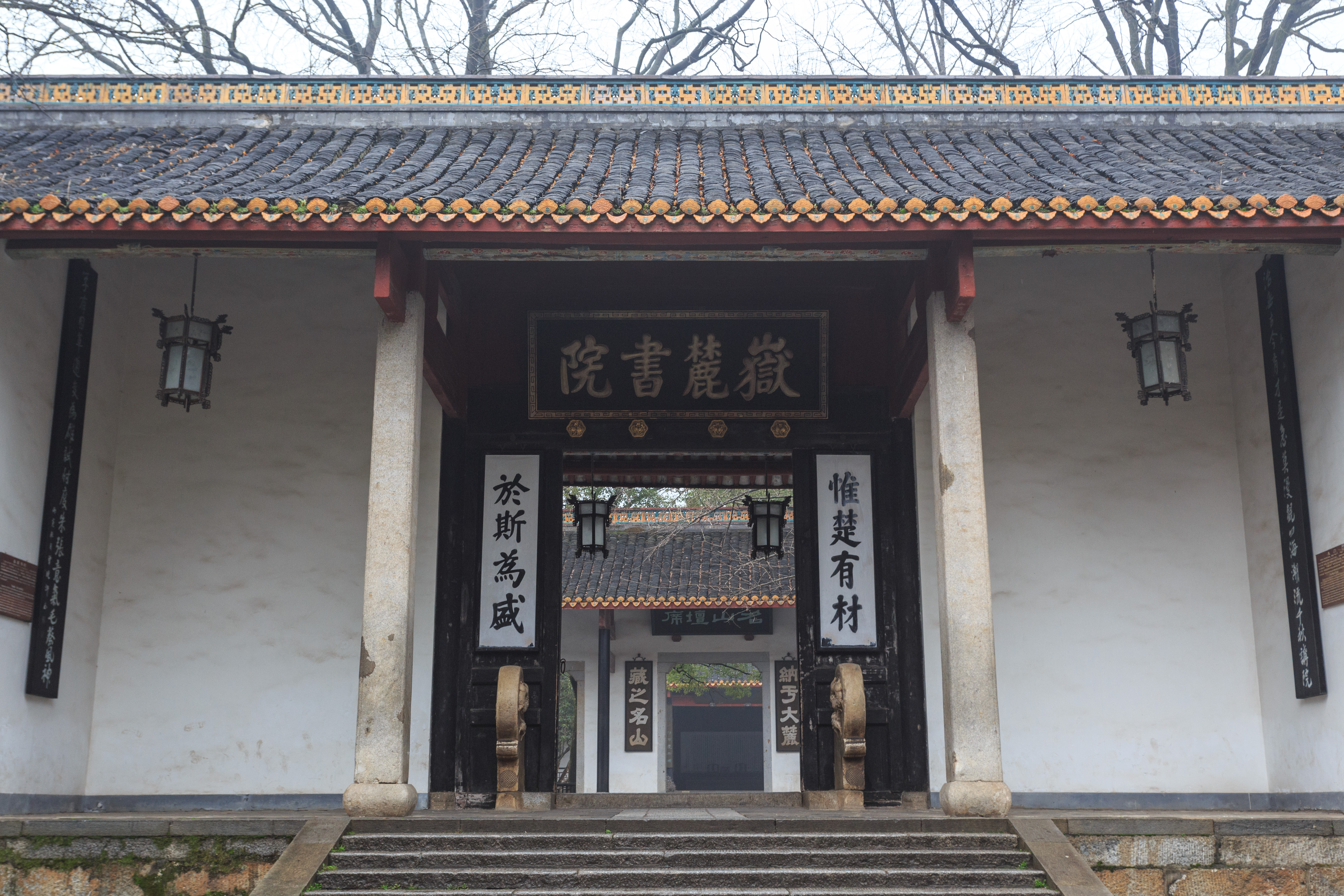
Poort van de Yuelu-academie

Yuelu-academie is een shuyuan, een Chinese academie voor klassieke wetenschap, meer bepaald het neo-confucianisme. De academie werd opgericht in 976 in Changsha in de provincie Hunan ten tijde van de Noordelijke Song-dynastie, onder keizer Song Taizu.
In 1903 werd de academie een universiteit en in 1926 kreeg het officieel de naam Hunan Universiteit.